# Нові Черемушки (станція метро)
55°40′13″ пн. ш. 37°33′16″ сх. д. / 55.67028° пн. ш. 37.55444° сх. д.
«Нові Черемушки» (рос. Новые Черёмушки) — станція Калузько-Ризької лінії Московського метрополітену. Розташована між станціями «Профсоюзна» і «Калузька».
Станція побудована в 1962 у складі черги «Жовтнева» — «Нові Черемушки». Назва походить від району Нові Черемушки, в якому розташована станція, одного з двох перших районів масової («хрущовської») забудови. Назва району, в свою чергу, походить від розташованого на північний схід від району Черемушки, розташованого на місці відомого ще з XVI століття однойменного села.

## Вестибюлі і пересадки
Наземний вестибюль відсутній, вихід у місто здійснюють по підземних переходах на вулиці Профсоюзна і Гарібальді, Проектований проїзд № 4668. Переходів на інші станції немає.
- Автобуси: 1, с5, 41, 103, 113, 196, 246, 616, 648, 684, 721, 845, 993, т60

## Технічна характеристика
Конструкція станції — колонна трипрогінна мілкого закладення (сороконіжка) (глибина закладення — 7 м). На станції — два ряди по 40 колон з кроком 4 м.

## Оздоблення
Колони оздоблені жовтуватим мармуром; колійні стіни оздоблені білою (основний колір), чорною (нижня частина) і коричневою (дві смуги) керамічною плиткою; підлога викладена сірим і червоним гранітом .

## Колійний розвиток

Схема колійного розвитку станції «Нові Черемушки»

Станція з колійним розвитком — 6 стрілочних переводів, перехресний з'їзд і 2 станційні колії для обороту та відстою рухомого складу, що переходять в двоколійну ССГ з електродепо «ТЧ-5 Калузьке».